# Top Model (film)
Top Model è un film italiano del 1988 diretto da Joe D'Amato. Il film è il sequel di Eleven Days, Eleven Nights (11 giorni, 11 notti).

## Trama
La scrittrice Sarah Asproon sta completando il suo nuovo libro sulla prostituzione d'alto bordo, con la collaborazione dell'amica/agente Dorothy. Per raccogliere materiale autentico, hanno costituito un'agenzia di ragazze-squillo, che sta riscuotendo notevole successo. Mentre Dorothy opera come direttrice dell'agenzia, Sarah assume il nome di copertura di Gloria e presto diventa la ragazza più richiesta, finché un cliente, Peter, scoperta per caso la vera identità, inizia a ricattarla con la minaccia di uno scandalo e di denuncia alla polizia, costringendola a cedere alle sue richieste.
Per tenere in ordine gli appuntamenti dei clienti, viene contattato Cliff Evans, giovane programmatore informatico: è un ragazzo attraente, timido e ingenuo, e Sarah ne rimane colpita e lo provoca sin dall'inizio ma lui esita, poiché non ha mai avuto rapporti con una donna e si ritiene inadeguato; per giunta, si trova in una delicata situazione con il suo amico omosessuale Jason, che vorrebbe essere da lui corrisposto, ma poiché Cliff non sembra ancora completamente deciso, ha scelto di assentarsi temporaneamente, lasciandolo ospite in casa sua, per attendere che l'amico si chiarisca le idee. In realtà, Cliff s'innamora seriamente di Sarah e vorrebbe essere perfettamente normale con lei.
Ma alla fine l'amore per Sarah scioglierà i dubbi di Cliff, che vivrà una felice e completa esperienza con lei.
Superati finalmente tutti gli ostacoli, Sarah e Cliff, sventate le minacce di Peter e rifiutate le profferte di Jason, potranno vivere insieme felici, trasferendosi in un'altra città.

## Sequel
Il film è il sequel di Eleven Days, Eleven Nights (11 giorni, 11 notti) del 1987, all'estero è stato infatti distribuito col titolo Eleven Days, Eleven Nights - The Sequel. Nel 1990 Top Model ha avuto un sequel Eleven Days, Eleven Nights 2 con protagonista l'attrice Kristine Rose in sostituzione di Jessica Moore.

## Colonna sonora
A differenza del primo film (Eleven Days, Eleven Nights) di Top Model non venne mai pubblicata la colonna sonora per intero, venne stampato solo il singolo Top Model scritto e interpretato dai René de Versailles nel 1988. Il brano, appartenente al genere Synth pop/Italo disco, ebbe buon successo e fu stampato in versione 45 giri 7" (ZYX 1393), LP 12" maxi singolo (ZYX 5886) e CD maxi singolo (ZYX 8-5886) su etichetta ZYX Records. Ancora oggi gode di buon successo tanto che nel 2007 è stata realizzata una nuova versione Top Model (2007 Remix) (su etichetta Clockwork Records) e nel maggio del 2018 è stato ripubblicato il brano originale in formato download digitale.